# Yassine Rachik
Yassine Rachik (ur. 11 czerwca 1993 w Aïn Sebaâ, dzielnicy Casablanki) – włoski lekkoatleta pochodzenia marokańskiego, długodystansowiec, medalista mistrzostw Europy z 2018.
Urodził się w Aïn Sebaâ, dzielnicy Casablanki. Od 2015 ma obywatelstwo Włoch.
Jego największym sukcesem jest brązowy medal w biegu maratońskim na  mistrzostwach Europy w 2018 w Berlinie. Zdobył wówczas również złoty medal drużynowo w Pucharze Europy w maratonie.

## Osiągnięcia
| Rok  | Impreza                        | Miejsce | Konkurencja      | Lokata      | Wynik    | Źródło |
| ---- | ------------------------------ | ------- | ---------------- | ----------- | -------- | ------ |
| 2015 | Młodzieżowe mistrzostwa Europy | Tallinn | bieg na 5000 m   | 8. miejsce  | 14:05,00 | [ 4 ]  |
| 2015 | Młodzieżowe mistrzostwa Europy | Tallinn | bieg na 10 000 m | 3. miejsce  | 28:53,99 | [ 4 ]  |
| 2018 | Mistrzostwa Europy             | Berlin  | bieg maratoński  | 3. miejsce  | 2:12,09  | [ 3 ]  |
| 2019 | Mistrzostwa świata             | Doha    | bieg maratoński  | 12. miejsce | 2:12,41  | [ 5 ]  |

Zdobył mistrzostwo Włoch w biegu na 5000 metrów w 2016 oraz w biegu na 10 kilometrów i w półmaratonie w 2017.

## Rekordy życiowe
- bieg na 5000 metrów – 13:37,88 (3 września 2013, Rovereto)
- bieg na 10 000 metrów – 28:50,45 (17 maja 2014, Ferrara)
- bieg na 10 kilometrów – 28:45 (9 września 2017, Dalmine)
- półmaraton – 1:02:13 (15 października 2017, Agropoli)
- maraton – 2:08:05 (28 kwietnia 2019, Londyn)[1]